# FC Huntly
Der FC Huntly ist ein schottischer Fußballverein aus Huntly, der aktuell in der Highland Football League spielt. Der Verein trägt seine Heimspiele im 1800 Plätze umfassenden Christie Park aus.

## Geschichte
Der FC Huntly wurde 1928 gegründet. Im selben Jahr trat er der Highland Football League bei und absolvierte am 25. August 1928 im Ligaspiel der Saison 1928/29 gegen Inverness Thistle das erste Pflichtspiel. Bereits im zweiten Jahr der Ligazugehörigkeit wurde das Team Meister. Erst 64 Jahre später konnte die zweite Meisterschaft in der Spielzeit 1993/94 gewonnen werden. In der Saison 1965/66 stellte der Verein mit 147 erzielten Toren einen Rekord in der Highland Football League auf, der bis heute nicht gebrochen wurde. Im Dezember 1975 wurde der heimische Christie Park nach einem Platzsturm für zwei Monate gesperrt, da ein Schiedsrichter tätlich attackiert worden war. Im Schottischen Pokal konnte der Verein in der Spielzeit 2007/08 für Furore sorgen, als man bis in die 4. Runde einzog, indem der FC Fraserburgh, Annan Athletic und der FC Culter besiegt wurden. In der Saison 2013/14 wurde der FC Huntly zum achten Mal Meister der Highland Football League mit 20 Punkten Vorsprung auf den FC Inverurie Loco Works.

## Erfolge
- Highland Football League: 
  - 1929/30, 1993/94, 1994/95, 1995/96, 1996/97, 1997/98, 2004/05, 2013/14
- Highland League Cup:
  - 1948/49, 1951/52, 1992/93, 1993/94, 1995/96
- SFA North Region Challenge Cup: 
  - 2007/08
- Aberdeenshire Cup:
  - 1960/61, 1985/86, 1991/92, 1993/94, 1994/95, 1995/96, 1999/2000
- Bells Cup:
  - 1971/72, 1974/75
- Dryborough Cup:
  - 1972/73